# 2-ثيو سيتيدين
2-ثيو سيتيدين (بالإنجليزية: 2-thiocytidine)‏ واختصارا (ك2س) صيغته الجزيئية C9-H13-N3-O4-S، هو نوكليوسيد قاعدته 2-ثيو سايتوسين وهي مشتق مكبرت للسايتوسين مرتبطة بسكر الريبوز. يتواجد طبيعيا في بعض جزيئات الرنا الناقل والريبوسومي.

## وصلات خارجية
- ملخص تعديل 2-ثيو سيتيدين فـي قاعدة بيانات مودوميكس.